# ارول زیمرمن
ارول زیمرمن (انگلیسی: Errol Zimmerman؛ زادهٔ ۲۰ آوریل ۱۹۸۶) ورزشکار هنرهای رزمی ترکیبی اهل پادشاهی هلند است.
از باشگاه‌هایی که در آن بازی کرده‌است می‌توان به گلدن گلوری اشاره کرد.